# Будьоновка
Будьоновката или богатирка е шапка-символ на Червената армия. Създадена е за да отличава облечените в униформата на императорската армия командири и редови войници, като по този начин се постига разграничение между червеноармейци и белогвардейци. Наречена е на бъдещия маршал Будьони.

## История, поява и замяна на будьоновката
Има разпространена е легенда, че будьоновката по идея на Ленин е проектирана още преди октомврийската революция като идеологически ход и елемент от униформата в руската армия за участието и в победния парад в Берлин и Констинтинопол. Но никъде в императорските архиви или в архивите на временното правителство няма данни за подобни проекти.
През май 1918 г. Народният комисар по въпросите на военните и морски дела на съветска Русия в лицето на Троцки обявява конкурс за нова униформа за войниците на Червената армия. В провеждането на конкурса взимат участие известните руски художници: Виктор Васнецов, Борис Кустодиев, д-р Езючевски, С. С. Аркадевски. Според резултатите от този конкурс, на 18 декември 1918 година Революционният Военен съвет приема новата униформа на червеноармейците като одобрява и новата униформена шапка, която по форма прилича на средновековен богатирски шлем – бъдещата будьоновка.
Въпреки че по време на Втората световна война в съветската армия вече са се носели пилотки, не рядко в архивните филми могат да се видят войници с тази легендарна шапка.